# When My Heart Finds Christmas
A When My Heart Finds Christmas Harry Connick Jr. amerikai jazz-énekes 1993 végén megjelent karácsonyi albuma, melyen ismert karácsonyi dalokat és négy saját szerzeményt énekel szving-stílusban, big band kísérettel. Az album igen nagy sikert aratott, minden idők 11. legsikeresebb karácsonyi albuma és háromszoros platinalemez lett Amerikában.

## Dalok
- 1. Sleigh Ride (Leroy Anderson, Mitchell Parish) 3:44
- 2. When My Heart Finds Christmas (Harry Connick, Jr.) 4:32
- 3. (It Must've Been Ol') Santa Claus (Connick) 4:39
- 4. The Blessed Dawn Of Christmas Day (Connick) 4:40
- 5. Let It Snow! Let It Snow! Let It Snow! (Sammy Cahn, Jule Styne) 2:34
- 6. The Little Drummer Boy (Katherine K. Davis, Henry Onorati, Harry Simeone) 3:41
- 7. Ave Maria (Franz Schubert, Sir Walter Scott) 4:35
- 8. Parade of the Wooden Soldiers (Ballard Macdonald, Leon Jessel) 3:27
- 9. What Child Is This? (William Dix, 16th Century English melody) 3:11
- 10.Christmas Dreaming (Irving Gordon, Lester Lee) 2:40
- 11.I Pray On Christmas (Connick) 3:48
- 12.Rudolph the Red-Nosed Reindeer (Johnny Marks) 2:31
- 13.O Holy Night (Adolphe Adam, Placide Cappeau) 6:45
- 14.What Are You Doing New Year's Eve? (Frank Loesser) 4:49

## Közreműködők
- Harry Connick Jr. - vokál, zongora
- Ben Wolfe - basszusgitár
- Russell Malone - gitár
- Brad Leali - altszaxofon
- Will Campbell - altszaxofon
- Jerry Weldon - tenorszaxofon
- Ned Goold - tenorszaxofon
- Dave Schumacher - baritonszaxofon
- Mark Mullins - trombon
- Craig Klein - trombon
- Lucien Barbarin - trombon
- Joe Barati - trombon
- Roger Ingram - trombita
- Dan Miller - trombita
- Jeremy Davenport - trombita
- Louis Ford - klarinét
- 70 tagú nagyzenekar
- 42 tagú kórus
- Tracey Freeman - producer
- Gregg Rubin - hangmérnök